# Карл Рихтер
Карл Рихтер (на немски: Karl Richter, * 15 октомври 1926 в Плауен, † 15 февруари 1981 в Мюнхен) е германски хоров и оркестров диригент, класически органист и чембалист.
Син е на евангелисткия свещеник Йоханес Христиан (1876–1935) от Дрезден. През 1938 г. става диригент на църковен хор в Дрезден. След края на войната следва в Консерваторията на Лайпциг и в Института за църковна музика (1946-1949). Става изпълнител на Йохан Себастиан Бах. В Мюнхен преподава във Висшето музикално училище и от 1956 до 1977 г. е там професор по орган. През 1953 г. основава Бах-хор в Мюнхен и е негов диригент.
Рихтер умира през 1981 г. от сърдечно заболяване и е погребан в гробището Enzenbühl в Цюрих.
Съпругата му Глади, която е родена през 1931 г., умира през 2019 г. и е погребана в същия гроб.

## Дискография
- Johann Sebastian Bach: Matthäus-Passion. Mit Keith Engen, Dietrich Fischer-Dieskau, Max Proebstel, Irmgard Seefried, Hertha Toepper, Münchener Bach-Chor und Bach-Orchester  (Archiv Produktion; 1958)
- Johann Sebastian Bach: Matthäus-Passion. Mit Peter Schreier, Dietrich Fischer-Dieskau, Matti Salminen, Edith Mathis, Janet Baker, Münchener Bach-Chor und Bach-Orchester (Deutsche Grammophon; 1980)
- Johann Sebastian Bach: Matthäus-Passion. Mit Helen Donath, Julia Hamari, Peter Schreier, Walter Berry, Siegmund Nimsgern, Münchener Bach-Chor und Bach-Orchester (Deutsche Grammophon; 1972) DVD
- Johann Sebastian Bach: Johannes-Passion. Mit Ernst Haefliger, Hermann Prey, Keith Engen, Evelyn Lear, Hertha Töpper, Münchener Bach-Chor und Bach-Orchester (Deutsche Grammophon; 1964)
- Johann Sebastian Bach: Weihnachtsoratorium. Mit Fritz Wunderlich, Franz Crass, Gundula Janowitz, Christa Ludwig, Münchener Bach-Chor und Bach-Orchester (Archiv Produktion; 1965)
- Johann Sebastian Bach: Die 6 Orgelkonzerte. Silbermann-Orgel Arlesheim (Polydor und Archiv Produktion; 1974)
- Johann Sebastian Bach: Dorische Toccata und Fuge, Passacaglia. Silbermann-Orgel zu Freiberg (Archiv Produktion; 1978)
- Johann Sebastian Bach: Toccata und Fuge, Famous Organ Works. Victoria Hall Genf (Decca; 1960 und 1967)
- Johann Sebastian Bach: Goldberg-Variationen. Cembalo (Deutsche Grammophon; 1970)
- Johannes Brahms: Ein deutsches Requiem. Mit Evelyn Lear und Thomas Stewart, Orchestre Philharmonique de Radio France (EMI; 1964)
- Georg Friedrich Händel: Der Messias. Mit Ernst Haefliger, Franz Crass, Gundula Janowitz, Hertha Marga Höffgen, Münchner Bach-Chor und Bach-Orchester (Deutsche Grammophon; 1965)